# Isagoras kheili
Isagoras kheili är en insektsart som först beskrevs av Bolívar 1896.  Isagoras kheili ingår i släktet Isagoras och familjen Pseudophasmatidae. Inga underarter finns listade i Catalogue of Life.